# Irina Kuzniecowa (siatkarka)
Irina Kuzniecowa, z domu Łukomska (ur. 19 marca 1991) – kazachska siatkarka, grająca jako rozgrywająca. Obecnie występuje w drużynie Ałmaty.

## Sukcesy klubowe
Puchar Kazachstanu:
- 2011/12
- 2013/14, 2020/21, 2023/24
- 2019/20

Superpuchar Kazachstanu:
- 2019/20, 2023/24
- 2020/21

## Sukcesy reprezentacyjne
Igrzyska Azjatyckie:
- 2010